# Thrypticus minutus
Thrypticus minutus är en tvåvingeart som beskrevs av Octave Parent 1929. Thrypticus minutus ingår i släktet Thrypticus och familjen styltflugor.
Artens utbredningsområde är Pennsylvania. Inga underarter finns listade i Catalogue of Life.